# Образцов Микола Сергійович
Микола Сергійович Образцов (18 серпня 1906 Ростов-на-Дону, Російська імперія — 6 травня 1966 Сі-Кліфф, Лонг-Айленд, штат Нью-Йорк, США) — український ентомолог, лепідоптеролог.

## Біографія
Народився в родині Сергія Миколайовича Образцова, лікаря і викладача патологічної анатомії. Мати — Людмила Миколаївна. До 1922 жив у Ростові-на-Дону, де закінчив гімназію. З дитинства захоплювався колекціонуванням метеликів, вступив у листування з багатьма відомими вітчизняними ентомологами.
Далі вступив до Миколаївського інституту народної освіти, який закінчив у 1926 році. Далі викладав зоологію в цьому інституті.
У 1934 році переїхав до Києва, де невдовзі одружився з Вірою Миколаївною. Тоді ж був призначений викладачем кафедри біології Київського медичного інституту. Також у 1934-38 роках працював асистентом кафедри зоогеографії Київського університету. У Києві познайомився з Левом Шелюжком, був уражений масштабом його колекції. Під впливом видатного ентомолога у 1937 році став науковим співробітником Зоологічного музею Київського університету. Разом із Шелюжком переклав визначника денних метеликів Європейської частини СРСР, додавши до нього розділ про денних метеликів УРСР. Подарував музею власну колекцію листовійок (Tortricidae) і несправжніх красенів (Phegea).
Після захоплення Києва німцями в 1941 році залишився із колекцією метеликів. У листопаді 1943 разом із Шелюжком відправився до Кенігсберга, де ненадовго був призначений лепідоптерологом у Зоологічний інститут при Кенігсберзькому університеті, а звідти — у Мюнхен. Там з 1946 по 1951 рік працював у Зоологічній державній колекції Баварії. У 1951 році він став доктором філософії (Ph.D.) із зоології.
З 1951 року Образцов з родиною переїхав у Сполучені Штати Америки. Був науковим співробітником Американського музею природознавства в Нью-Йорку. Помер 6 травня 1966 року від коронарного тромбу у власному будинку в Сі-Кліфф, Лонг-Айленд.
Мав сина і доньку.

## Науковий внесок
Вивчав систематику і фауну різних груп лускокрильців. Зробив особливий внесок у дослідження фауни Tortricoidea Палеарктики, Неарктики і Неотропіки, створивши каталог видів і родів цієї групи. Описав десятки нових видів метеликів.
Автор понад 130 наукових публікацій українською, російською, англійською, німецькою, французькою мовами.

## Наукові роботи
- Obraztsov N. S. Contribution à la faune le´pidopte'rologique de la steppe Bug-Dnjepr (Ukraine). // Lambillionea, 1935a. (1935) — P. 223–229.
- Obraztsov N. S. Neue Lepidopteren-Formen // Festschrift zum 60. Geburstage von Professor Dr. Embrik Strand. — Riga, 1936 a. — 1. — P. 637–642, 2 Fig.
- Obraztsov N. S. Zur Lepidopterenfauna des südlichen Transdneprgebietes // Festschrift zum 60. Geburstage von Professor Dr. Embrik Strand — Riga, 1936 b. — 2. — P. 229–235.
- Obraztsov N. S. Materialen zur Lepidopterenfauna des Parkes von Vessjolaja Bokovenjka (Ukraine). // Folia zool. hydrobiol. — 1936 d. — 9 (1). — P. 29-57
- Образцов М. С., Шелюжко Л.А. Денні метелики (Rhopalocera) УРСР. Додаток. — А. А. Яхонтов. Денні метелики. — К: Рад. шк., 1939
- Obraztsov, N.S. (1952). Zur Revision der Synaphe-Arten der moldavica- und bombycalis-Gruppe (Lepid., Pyralididae) (PDF). Mitteilungen der Münchner Entomologischen Gesellschaft. 42: 87—110. Архів оригіналу (PDF) за 27 липня 2014.
- Obraztsov, N.S. (1953). Systematische Aufstellung und Bemerkungen über die paläarktischen Arten der Gattung Dichrorampha Gn. (Lepidoptera: Tortricidae) (PDF). Mitteilungen der Münchner Entomologischen Gesellschaft. 43: 10—101. Архів оригіналу (PDF) за 27 липня 2014.
- Obraztsov, N. S. 1953. Classiﬁcation of Holarctic species of the genus Lobesia Guenee, with description of Paralobesia gen. nov. (Lepidoptera, Tortricidae). Tijds. Entomol. 96: 85-94.
- Obraztsov N. S. (1956). Some considerations about an abdomial organ in certain Tortricidae moths (PDF). The Lepidopterist's news. 10: 153—156. Архів оригіналу (PDF) за 28 липня 2014.
- Obraztsov, N.S. (1956). Cochylidia gen. nov., eine neue Phaloniidae-Gattung, nebst Beschreibung einer neuen Art aus Deutschland (Lep.) (PDF). Mitteilungen der Münchner Entomologischen Gesellschaft. 46: 14—20. Архів оригіналу (PDF) за 2 лютого 2014.
- Obraztsov N. S. Die Gattungen der Palaearktischen Tortricidae: Allgemeine Aufteilung der Familie und die Unterfamilien Tortricinae und Sparganothinae. Nijhoff, 1957.
- Obraztsov, N. S. 1959. Die Gattungen der palearktischen Tortricidae. II. Die Unterfamilien Olethreutinae. 2. Teil. Tijds. Entomol. 102 (1960): 175–215.
- Obraztsov, N. S. 1959. Characters separating Archips rileyanus and cerasivoranus as two species (Lepidoptera, Tortricidae). Ent. News 70(10): 263–267.
- Obraztsov N.S. (1959) Note on North American Aphelia species (Lepidoptera: Tortricidae). American Museum Novitates 1964: 1-9[недоступне посилання].
- Obraztsov, N.S. (1961). Osthelderiella amardiana, neue Gattung und Art der Tribus Laspeyresiini (PDF). Mitteilungen der Münchner Entomologischen Gesellschaft. 51: 150—153. Архів оригіналу (PDF) за 27 липня 2014.
- Obraztsov, N.S. (1961). Zwei neue und zwei wenig bekannte palaearktische Argyroploce-Arten (PDF). Mitteilungen der Münchner Entomologischen Gesellschaft. 51: 154—158. Архів оригіналу (PDF) за 27 липня 2014.
- Obraztsov N.S. (1961) Description of and notes on North and Central American species of Argyrotaenia, with the description of a new genus (Lepidoptera: Tortricidae). American Museum Novitates 2048: 1-42.
- Obraztsov N.S. (1962) North American species of the genus Eana, with a general review of the genus, and descriptions of two new species. Journal of the Lepidopterists’ Society 16: 175–192.
- Obraztsov N.S. (1962). New species and subspecies of North American Archipini, with notes on other species (Lepidoptera: Tortricidae) (PDF). American Museum Novitates. 2101: 1—26. Архів оригіналу (PDF) за 26 липня 2014.
- OBRAZTSOV N. S., 1962. — Anopina, a new genus of the Cnephasiini from the New World (Lepidoptera, Tortricidae).- Am. Mus. Novit., 2082: 1-39.
- Obraztsov N.S. (1963) Some North American moths of the genus Acleris (Lepidoptera: Tortricidae). Proceedings of the United States National Museum 114: 213–270.
- Obraztsov, N. S. (1964). Neotropical Microlepidoptera, V: Synopsis of the Species of the Genus Proeulia from Central Chile (Lepidoptera: Tortricidae) (PDF).
- Obraztsov N.S. (1966). Die palaearktischen Amata-Arten (Lepidoptera, Ctenuchidae).
- Neotropical Microlepidoptera, IX. Revision of genus Pseudatteria (Lepidoptera:Tortricidae) (PDF). Proc. U. S. natn. Mus. 118 (3535): 577—622. 1966. {{cite journal}}: |first= з пропущеним |last= (довідка)
- Obraztsov, N.S. 1967. Genera Tortricoidarum. Check list of genera and subgenera belonging to the families Tortricidae (Ceracidae, Chlidanotidae, Schoenotenidae and Olethreutidae included) and Phaloniidae. J. N.Y. Entomol. Soc. 75: 2-11
- Obraztsov, N. S. (1967). Die Gattungen der palaerktischen Tortricidae. III. Addenda und Corrigenda. Tijdschr. Entomol, 110, 13-36.